# Båthustjärnen (Björna socken, Ångermanland)
Båthustjärnen är en sjö i Örnsköldsviks kommun i Ångermanland och ingår i Gideälvens huvudavrinningsområde.